# 翅柄合耳菊
翅柄合耳菊（学名：Synotis alata）是菊科合耳菊属的植物。分布在尼泊尔、缅甸、不丹、印度以及中国大陆的云南、贵州、西藏等地，生长于海拔1,900米至4,000米的地区，多生在林中以及灌丛中，目前尚未由人工引种栽培。

## 别名
翅柄千里光（云南种子植物名录）

## 异名
- Senecio alatus Wall. ex DC.
- Senecio alatus Wall. ex DC. var. oligocephalus Y. L. Chen et K. Y. Pan